# Het zwartboek van het kapitalisme
Het zwartboek van het kapitalisme (Frans: Le Livre noir du capitalisme) is een Frans boek gepubliceerd in 1998, in reactie op Zwartboek van het communisme. In tegenstelling tot dat boek geeft Le Livre noir du capitalisme geen volledig overzicht van de slachtoffers van het kapitalisme. In plaats daarvan is het boek samengesteld uit een reeks van onafhankelijke teksten van verschillende schrijvers, die de taak kregen om over alle aspecten van het kapitalisme te schrijven. Onderwerpen die variëren van de Afrikaanse slavenhandel tot het tijdperk van de financiële globalisering.
Een bijlage geeft een onvolledige lijst van doden van de 20e eeuw, die Perrault toeschrijft aan het kapitalistische systeem. De lijst bevat naar schatting 58 miljoen doden uit de Eerste en Tweede Wereldoorlog, plus de slachtoffers van verschillende koloniale oorlogen, anticommunistische oorlogen en onderdrukking, etnische conflicten, en sommige slachtoffers van hongersnood of ondervoeding. Dit brengt de onvolledige lijst op een totaal van ongeveer 100 miljoen doden, toe te schrijven aan het kapitalisme in de 20e eeuw.
Het boek is bewerkt door Gilles Perrault, de andere medewerkers aan het boek zijn onder andere historici, sociologen, economen, vakbondsleden en schrijvers: Caroline Andreani, François Arzalier, Roger Bordier, Maurice Buttin, François Chesnais, Maurice Cury, François Delpla, François Derivery, Andre Devriendt, Pierre Durand, Jean-Pierre Flechard, Yves Frémion, Yves Grenet, Jacques Jurquet, Jean Laille, Maurice Moissonnier, Robert Pac, Philippe Paraire, Paco Peña, André Prenant, Maurice Rajsfus, Jean Suret-Canale, Subhi Toma, Monique en Roland Weyl, Claude Willard en Jean Ziegler.

## Inhoud
- Andreani Caroline is historica. Ze schreef over de migraties van de 19e en 20e eeuw en hoe zij bijdragen aan de geschiedenis van het kapitalisme.
- Francis Arzalier, historicus, professor, leraar opleidingsinstituten in Beauvais, hoofd van Afrika Today magazine, schreef het hoofdstuk met de titel "Afrikaanse Onafhankelijkheid en "communisme"".
- Maurice Buttin, advocaat en voorzitter van de Frans-Palestijnse Vereniging. Schreef het hoofdstuk Imperialisme, Zionisme en Palestina.
- François Chesnais is econoom, auteur van vele boeken, waaronder De globalisering van het kapitaal, Syros Editions, Paris, 1997. Hij schrijft het hoofdstuk "De globalisering van het kapitaal en de bedreigingen van de barbarisme."
- Maurice Cury is dichter, romancier, essayist, scenarioschrijver en tv-schrijver. Cury is voorzitter van de Raad van de schrijver en de vicevoorzitter van de Nationale Unie van Auteurs en componisten. Hij schreef het hoofdstuk "Totalitair liberalisme".
- Francois Delpla is  historicus met als specialisatie de Tweede Wereldoorlog. Hij schreef het hoofdstuk "Tweede Wereldoorlog".
- François Derivery is schilder (Groep PR) secretaris van het tijdschrift Esthetische Papers, adjunct-hoofdredacteur van het tijdschrift Speech. Hij schreef twee hoofdstukken: "Oorlog en Bestraffing: Het bloedbad van Vietnam", en "Bloedbaden en Onderdrukking in Iran".